# Maurice Martin
Maurice "Mo" Martin (nacido el 2 de julio de 1964 en Liberty, Nueva York) es un exjugador de baloncesto estadounidense que disputó dos temporadas en la NBA. Con 1,98 metros de estatura, jugaba en la posición de escolta.

## Trayectoria deportiva

### Universidad
Jugó durante cuatro temporadas con los Hawks de la Universidad de St. Joseph's, en las que promedió 15,1 puntos, 5,5 rebotes y 3,6 asistencias por partido. Fue elegido en tres ocasiones en el mejor quinteto de la Atlantic Ten Conference, y en su última temporada, mejor jugador de la conferencia.

### Profesional
Fue elegido en la decimosexta posición del Draft de la NBA de 1986 por Denver Nuggets, donde permaneció dos temporadas, con una presencia casi testimonial en ambas. Su mejor campaña fue la primera, en la que promedió 3,4 puntos y 0,8 asistencias en los poco más de 6 minutos por partido que jugó. En 1989 fue colocado en el draft de expansión de esa temporada, siendo elegido por Minnesota Timberwolves, con los que no llegó a debutar, retirándose definitivamente.

## Estadísticas de su carrera en la NBA

### Temporada regular
| Temp.   | Edad | Equipo | Liga | P  | TIT | MIN | TC  | TCA | %TC  | 3P  | 3PA | %3P  | TL  | TLA | %TL  | R.OF. | R.DEF. | REB | ASIS | ROB | TAP | PER | FP  | PTS |
| 1986-87 | 22   | Denver | NBA  | 43 | 0   | 6.7 | 1.2 | 3.1 | .378 | 0.1 | 0.3 | .200 | 1.0 | 1.5 | .636 | 0.3   | 0.7    | 1.0 | 0.8  | 0.3 | 0.1 | 0.8 | 1.1 | 3.4 |
| 1987-88 | 23   | Denver | NBA  | 26 | 0   | 5.2 | 0.9 | 2.3 | .377 | 0.0 | 0.2 | .250 | 0.4 | 0.8 | .476 | 0.5   | 0.4    | 0.9 | 0.5  | 0.2 | 0.1 | 0.4 | 0.8 | 2.2 |
| Total   |      |        | NBA  | 69 | 0   | 6.1 | 1.1 | 2.8 | .378 | 0.1 | 0.3 | .211 | 0.8 | 1.3 | .598 | 0.4   | 0.6    | 0.9 | 0.7  | 0.3 | 0.1 | 0.6 | 1.0 | 3.0 |

### Playoffs
| Temp.   | Edad | Equipo | Liga | P | MIN | TCA | TC | 3PA | 3P | TLA | TL | R.OF. | REB | ASIS | ROB | TAP | PER | FP | PTS | %TC  | %3P  | %FT  | MIN  | PTS  | REB | AST |
| 1986-87 | 22   | Denver | NBA  | 3 | 54  | 12  | 29 | 0   | 1  | 7   | 12 | 4     | 9   | 10   | 0   | 1   | 5   | 12 | 31  | .414 | .000 | .583 | 18.0 | 10.3 | 3.0 | 3.3 |
| 1987-88 | 23   | Denver | NBA  | 3 | 9   | 1   | 5  | 0   | 1  | 5   | 6  | 0     | 1   | 0    | 0   | 1   | 1   | 1  | 7   | .200 | .000 | .833 | 3.0  | 2.3  | 0.3 | 0.0 |
| Total   |      |        | NBA  | 6 | 63  | 13  | 34 | 0   | 2  | 12  | 18 | 4     | 10  | 10   | 0   | 2   | 6   | 13 | 38  | .382 | .000 | .667 | 10.5 | 6.3  | 1.7 | 1.7 |